# Кладбища Парижа
В начале XIX века на месте старых кладбищ были основаны новые — одно в центре Парижа (кладбище Пасси) и три за его прежними границами (кладбище Монмартр на севере, кладбище Монпарнас на юге и Пер-Лашез на востоке). На кладбищах похоронены многие знаменитости, благодаря чему они являются излюбленной целью туристов и жителей города, ценящих тишину кладбищенских аллей.
Кладбище Пер-Лашез — самое большое в Париже. Оно является одним из самых известных захоронений в мире, на нем похоронены Эдит Пиаф, Сара Бернар, Мольер, Лафонтен, Бальзак, Фредерик Шопен, Нестор Махно, Амедео Модильяни, Марсель Пруст, Оскар Уайльд и многие другие. Самой посещаемой является могила Джима Моррисона (стоит на пятом месте по посещаемости среди парижских достопримечательностей), около которой постоянно толкутся фанаты The Doors. В 2001 году под давлением общественности могилу оставили на месте, хоть и истек контракт на пребывании останков на кладбище. На Пер-Лашез находится единственный в городе и старейший в стране крематорий, построенный в 1894 году.
В дальнем пригороде Парижа находится русское кладбище Сент-Женевьев-де-Буа.